# Musée du Vexin français

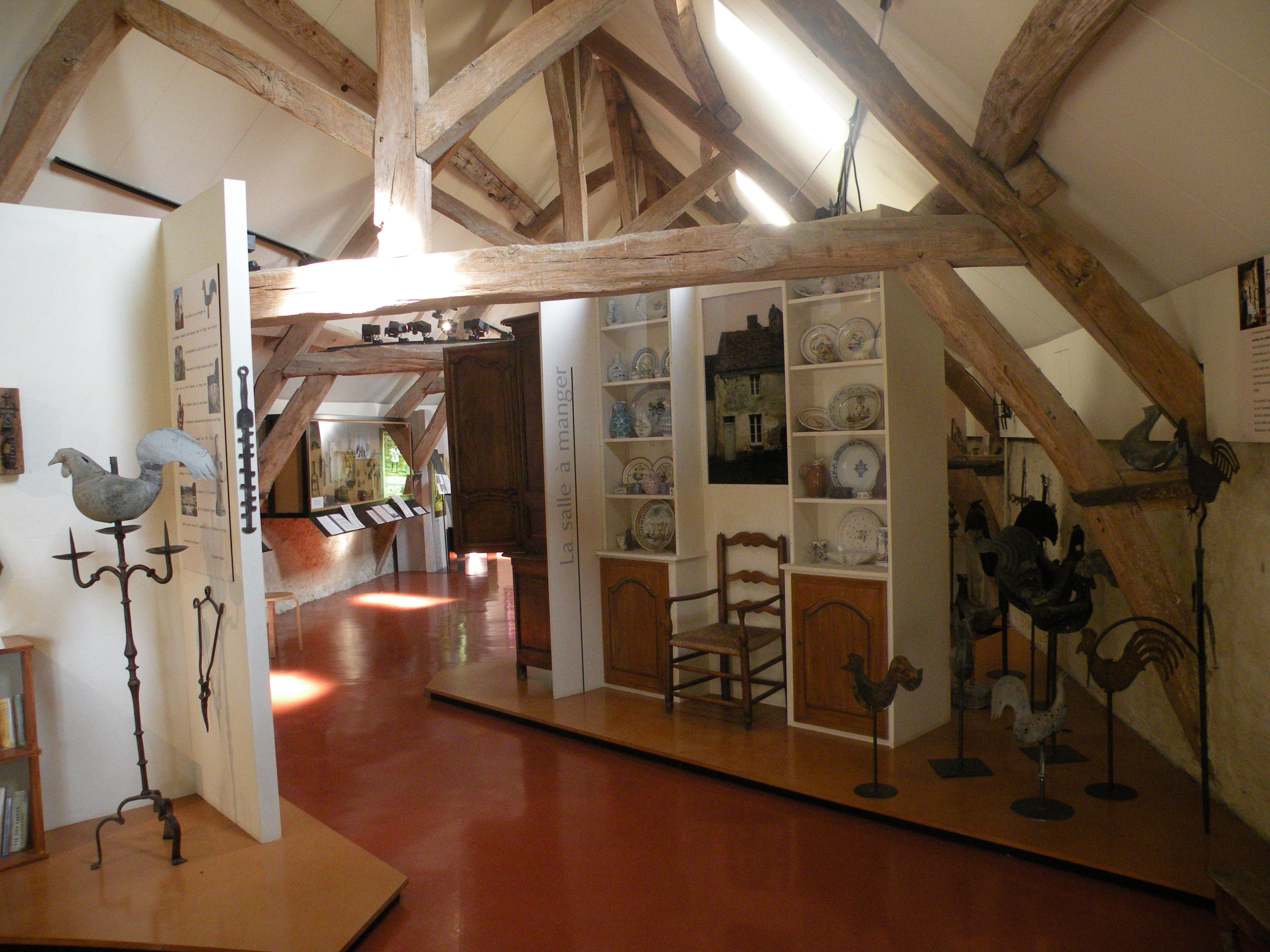
Une des salle du musée du Vexin français.

Le Musée du Vexin français est un écomusée ouvert en 2001, dans la commune de Théméricourt, dans le département du Val-d'Oise en Île-de-France. Il est situé au cœur du Vexin français, à environ 45 km au nord-ouest de Paris.

## Historique
Le musée du Vexin français a été inauguré en 2001 dans la maison du Parc, au sein du château de Théméricourt.

## Collections
Le musée propose des témoignages géographiques, historiques et patrimoniaux sur la région naturelle qu'il représente, le Vexin français.